# Giorgio Usai
Giorgio Usai (Imperia, 29 dicembre 1946) è un tastierista e cantante italiano.

## Biografia
Inizia l'attività musicale entrando nel complesso beat genovese dei Plep, dal nome dei componenti Paolo Martinelli, Luciano Biasato, Enrico Casagni e Paolo Siani, che con il suo ingresso cambiano il nome in J. Plep; con il cambio di casa discografica e il passaggio alla Ariston, il nome della band diventa Nuova Idea.
I musicisti del quintetto stringono una collaborazione con Gian Piero Reverberi e la Ariston li mette sotto contratto pubblicando alcuni album e dischi singoli con altre denominazioni (The Underground Set, The Psycheground Group).
Dopo lo scioglimento dei Nuova Idea, collabora con Gianni Belleno per l'album Twist and Shout with Satisfaction, pubblicato da Belleno medesimo con lo pseudonimo Johnny dei Tritons; sempre con Belleno, Ricky Belloni e Giorgio D'Adamo partecipa nel 1975 e nel 1976 come tastierista e corista al primo tour di Fabrizio De André.
Nel ‘77 in occasione del tour dei New Trolls con Ornella Vanoni, entra nel gruppo in sostituzione di Nico Di Palo, assente per motivi di salute. Nel 1978, anche dopo il ritorno di Di Palo, rimane nei New Trolls, partecipando agli album Aldebaran (1978, con il grande successo Quella carezza della sera) e New Trolls (1979).
Successivamente si dedica alla carriera solista e la WEA Italiana pubblica due 45 giri, Vorrei un'ora/Il tempo è andato già (1981) e Oltre l'Arizona/Sogno' (1982).
Ritorna nei New Trolls nel 1989 per il tour con Anna Oxa da cui viene ricavato l'album Oxa live con i New Trolls, e realizza l'album Quelli come noi, partecipando con il brano omonimo al Festival di Sanremo 1992. Dopo la conclusiva defezione entra nella formazione de Il Mito New Trolls, una delle tre band formatasi dalla definitiva scissione del «complesso madre».
Nell'ottobre 2023 Usai pubblica un nuovo singolo da solista, Anima, realizzato in collaborazione con Maurizio Vercon e Don Schiff.

## Discografia

### Da solista

#### 45 giri
- 1981 - Vorrei un'ora/Il tempo è andato già (WEA Italiana, T 18763)
- 1982 - Oltre l'Arizona/Sogno (GV Music, GV 8201)

### Con i J. Plep

#### 45 giri
- 1969 - La scala/L'anima del mondo (Carosello, CI 20232)

### Con i Nuova Idea

#### Album
- 1971 - In the Beginning (Ariston Records, AR 12061)
- 1972 - Mr. E.Jones (Ariston Records, AR 12075)
- 1973 - Clowns (Ariston Records, AR 12100)
- 2010 - Castles, Wings, Stories & Dreams (Black Widow Records, BWR 131) accreditato a "Paolo Siani & Friends feat. Nuova idea"

#### 45 giri
- 1970 - Pitea, un uomo contro l'infinito/Dolce amore (Oregon, OR 700)
- 1971 - La mia scelta/Non dire niente (Ariston Records, AR 510)
- 1972 - Mister E.Jones/Svegliati Edgar (Ariston Records, AR 539)
- 1973 - Sarà così/Uomini diversi (Ariston Records, AR 589)

### Con The Underground Set

#### Album
- 1970 - The Underground Set (Radio Records, RRS 134)
- 1971 - War In The Night Before (Tickle, TLPS 5002)

#### 45 giri
- 1969 - Arcipelago/La filibusta (Radio Records, RR 1030)
- 1970 - Motor road underground/Slaughter on the motor road (Radio Records, RR 1043)
- 1970 - Tanto per cambiare/Emisfero (Radio Records, RR 1048)
- 1971 - Una lettera/Libitum (Tickle, TSP 1301)
- 1971 - La casa aperta agli ospiti/Messaggio per te (Tickle, TSP 1304; solo sul lato A; lato B interpretato da Gian Piero Reverberi)

### Con The Psycheground Group

#### Album
- 1970 - Psychedelic and Underground Music (Lupus[11], LUS 207)

### Con i New Trolls

#### Album
- 1978 – Aldebaran (Warner Bros. Records, T 56589)
- 1979 – New Trolls (Warner Bros. Records, T 56761)
- 1992 – Quelli come noi (WEA Italiana)

#### 45 giri
- 1978 – Quella carezza della sera/Aldebaran
- 1979 – Anche noi/Prima del concerto
- 1979 – Che idea/Accendi la tua luce

### Con Il Mito New Trolls

#### Album
- 2007 – TR3 - Special Live Concerto Grosso
- 2011 – Live
- 2012 – Il Mito New Trolls

### Collaborazioni

#### Con Fabrizio De André
- 2012 - La Bussola e Storia di un impiegato - Il concerto 1975/76